# Arinia boucheti
Arinia boucheti is een slakkensoort uit de familie van de Diplommatinidae. De wetenschappelijke naam van de soort werd voor het eerst geldig gepubliceerd in 2018 door Páll-Gergely.